# Luigi Schiaparelli
Luigi Schiaparelli (Cerrione, 2 agosto 1871 – Firenze, 26 gennaio 1934) è stato uno storico, paleografo e diplomatista italiano.

## Biografia
Nato a Cerrione nel 1871, si laureò a Torino nel 1894 col conte Carlo Cipolla, del quale si professò alunno riconoscente per tutta la vita, e col quale condusse una lunga e fruttuosa collaborazione per decenni.

### In Germania
In seguito si recò in Germania, all'università di Monaco di Baviera per approfondire gli studi dove conobbe l'insigne paleografo Kehr, il quale lo coinvolse in un grandioso progetto di spoglio di documenti d'archivio fino allora pressoché inediti che lo portò in quasi tutta Italia e che gli consentì di accumulare una straordinaria esperienza sul campo; nel contempo, d'accordo con Kehr, che gli assicurava la sopravvivenza con finanziamenti della Università di Gottinga o con fondi del governo tedesco, proseguiva studi indipendenti sui diplomi dei re d'Italia, tratteggiava un Codice Diplomatico Longobardo mentre cercava invano di assicurarsi una posizione accademica o nell'ambito degli istituti archivistici italiani, dai quali fu spesso escluso "per essere fuori dal giro".

### A Roma
Nel 1901 ottenne la nomina ad alunno della Scuola storica di Roma, presso la Società romana di storia patria. A Roma proseguì i lavori già intrapresi, cominciò uno spoglio dell'Archivio capitolare di San Pietro in Vaticano e di altri archivi romani, stringendo così rapporti amichevoli coi principali responsabili degli archivi vaticani, soprattutto con padre Franz Ehrle, prefetto della Biblioteca Vaticana. Proprio dell'appoggio di questi e di Kehr si valse infine per ottenere tramite Pasquale Villari un posto di collaboratore ordinario (con uno stipendio di circa 3000 lire annue) presso l'Istituto storico italiano. La Giunta dell'Istituto lo nominò collaboratore ordinario dell'Istituto a partire dal gennaio 1902.

### A Firenze
Nel frattempo presentò senza troppe speranze una domanda per la libera docenza, che con sua grande sorpresa venne accolta all'unanimità dalla Facoltà di Lettere e Filosofia del Regio Istituto di studi superiori di Firenze. D'accordo con Cipolla e con Villari, venne chiamato alla cattedra di paleografia e diplomatica, rimasta vacante dalla morte di Cesare Paoli. Egli insegnò a Firenze per oltre un trentennio, nel quale gettò le basi per il suo successivo lavoro di ricerca e di studi sul documento. Organizzò il corso di studi in due anni, dandogli uno spessore non eguagliato in alcun ateneo europeo dell'epoca. Nel settembre successivo si fidanzò con Maria Vitelli, figlia del collega e celebre papirologo Girolamo Vitelli. Nel 1906 ebbe la gioia di accogliere il carissimo maestro Cipolla come collega (professore di storia medioevale e moderna alla Facoltà di Lettere e Filosofia e all'Istituto superiore di scienze sociali) all'università di Firenze; la collaborazione divenne ancora più intensa. I progetti di grande respiro (codice diplomatico longobardo, edizione dei Diplomi dei Re d'Italia, numerosi spogli e regesti) presero forma sempre più definita.
Cencetti osserva che Schiaparelli si accostò alla paleografia per la prima volta nel 1906 con studi sulla tachigrafia medioevale "determinati dalla necessità di leggere le note tachigrafiche dei diplomi dei re d'Italia di cui curava l'edizione". Da allora la paleografia prese un posto sempre più rilevante negli scritti di Schiaparelli, che sempre più spesso egli amò intitolare Note Paleografiche.

### Ultimi anni
Nel 1916 si spense l'amico Carlo Cipolla e finì così uno dei più fruttuosi sodalizi della storia degli studi storici italiani.
Schiaparelli morì a Firenze nel 1934. La facoltà lo ricordò con una solenne commemorazione per bocca del professor Pietro Torelli nel febbraio 1935.

## Opere
- I diplomi dei re d'Italia: ricerche storico diplomatiche, Roma, Forzani e C. Tip. del Senato, 1905-1914.
- La scrittura latina nell'età romana, Como, Tip. Ostinelli di C. Nani e C., 1921.
- Il codice 490 della Biblioteca capitolare di Lucca e la scuola scrittoria lucchese (secc. VIII-IX), Biblioteca Apostolica Vaticana, 1973  [1924].
- Il codice 490 della biblioteca capitolare di Lucca : ottantatre pagine per servire a studi paleografici, 1924.
- Avviamento allo studio delle abbreviature latine nel Medioevo, Firenze, L. S. Olschki, 1926.
- Influenze straniere nella scrittura italiana dei secoli 8. e 9., 1927.
- Codice diplomatico longobardo, Roma, Istituto storico italiano per il Medio Evo, 1929-1933.
- Raccolta di documenti latini, 1924.
- Alessandro Pratesi (a cura di), Note di Diplomatica (1896-1934), Torino, Bottega d'Erasmo, 1972.
- I diplomi di Berengario I, Roma, 1903.
- I diplomi di Guido e di Lamberto, Istituto Storico Italiano, Roma, 1906